# Culex barrinus
Culex barrinus är en tvåvingeart som beskrevs av Bram 1967. Culex barrinus ingår i släktet Culex och familjen stickmyggor.
Artens utbredningsområde är Thailand. Inga underarter finns listade i Catalogue of Life.